# Simon Bekaert

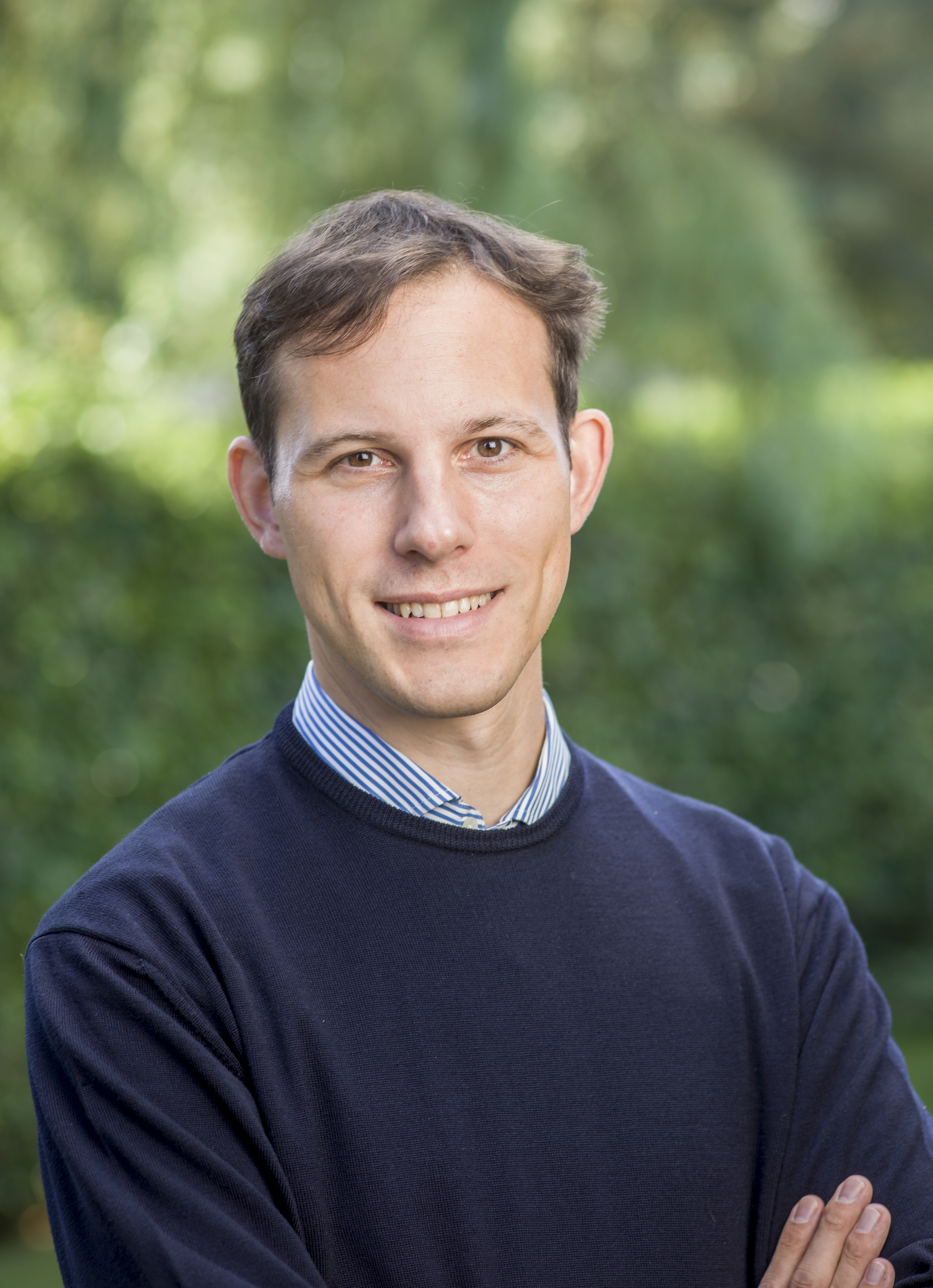
Simon Bekaert

Simon Bekaert (Tielt, 12 oktober 1977) is een Belgisch advocaat en politicus voor Vooruit.

## Levensloop
Bekaert behaalde zijn diploma licentiaat in de rechten cum laude aan de KU Leuven in 2000. Daarna behaalde hij in 2001 nog een master na master Europees Recht aan de UCLouvain en in 2002 een master na master in de Beleidseconomie aan de KU Leuven.
Gedurende het Belgisch voorzitterschap van de Europese Unie in 2001 was hij verbindingsofficier voor het Belgisch ministerie van Buitenlandse Zaken. Van 2002 tot 2009 was hij aan de slag als juridisch adviseur voor achtereenvolgens Vlaams en daarna federaal minister Renaat Landuyt (2002-2007) en Vlaams minister Kathleen Van Brempt (2007-2009). Nadien was hij van 2009 tot 2014 adviseur voor Justitie en Veiligheid bij de partij sp.a, de voorloper van Vooruit.
Sinds 2007 is hij actief als advocaat. Samen met zijn vader, Paul Bekaert, verdedigt hij de in 2017 naar België gevluchte Catalaanse president Carles Puigdemont en drie van zijn collega-ministers. Sindsdien heeft Spanje tegen Puigdemont al drie opeenvolgende Europese aanhoudingsbevelen uitgevaardigd, die telkens voor de Brusselse rechtbank konden worden afgeweerd. Wanneer in 2019 het Europees Parlement na de verkiezingen weigert om Puigdemont als verkozene te aanvaarden, dagvaardden zij het Europees Parlement met succes voor het Europees Hof van Justitie in Luxemburg.
Simon Bekaert verdedigde de naar België gevluchte Mallorcaanse rapper Valtònyc, die in 2017 in Spanje tot drieënhalf jaar gevangenis werd veroordeeld vanwege de teksten van de rapsongs die hij in 2012 op 18-jarige leeftijd zong. Omdat de veroordeling onder meer op majesteitsschennis betrekking had, en uitlevering alleen kan voor feiten die ook in België een misdrijf uitmaken, vocht hij met succes de Belgische wet op majesteitsschennis aan voor het Grondwettelijk Hof. Vervolgens besliste het Gentse Hof van Beroep definitief de uitlevering te weigeren.
Hij is advocaat van Egbert Lachaert, Conner Rousseau en Zelfa Madhloum in rechtzaken tegen de schandaalsites ’t Scheldt en P-Magazine. In dat kader bekwam hij verschillende publicatieverboden en een strafrechterlijke veroordeling van de webbeheerder van ’t Scheldt voor racisme.
Op  28 september 2023 bekwam hij op éénzijdig verzoekschrift voor Conner Rousseau een publicatie- en uitzendverbod tegen DPG Media. Dit verbod werd later door de kort geding rechter bevestigd. Het Gentse Hof van beroep vernietigde later deze uitspraak.  
Bekaert laat zich verder regelmatig opmerken in de strijd tegen internationale mensenhandel, gedwongen prostitutie en uitbuiting, waarbij hij optreedt als advocaat van de slachtoffers.
In 2012 gaf hij de openingsrede bij de Brugse balie ter gelegenheid van het nieuwe gerechtelijke jaar. Daarin deed hij een aantal grondige hervormingsvoorstellen voor de procedures voor de Raad van State. Verder is hij auteur van diverse artikelen in juridische tijdschriften.

## Politiek
In oktober 2012 werd Bekaert verkozen tot provincieraadslid van West-Vlaanderen, een ambt dat hij bekleedde tot in januari 2025. Vanaf december 2018 was hij fractieleider voor sp.a en Vooruit.
Hij bekleedt diverse bestuursfuncties in (semi)publieke instellingen. Sinds 2019 zetelt hij in het directiecomité van de Provinciale Ontwikkelingsmaatschappij West-Vlaanderen, en sinds 2020 is hij lid van de raad van bestuur van de Vlaamse Landmaatschappij.
Op lokaal niveau is Bekaert sinds de verkiezingen van oktober 2006 gemeenteraadslid in de stad Tielt. Van januari 2013 tot december 2018 was hij eerste schepen van de stad, bevoegd voor Stedenbouw, Ruimtelijke Ordening, Milieuvergunningen, Woonbeleid, Sociale Huisvesting en Sport.
Bij de Vlaamse verkiezingen van mei 2024 was Bekaert eerste opvolger in de kieskring West-Vlaanderen. Sinds januari 2025 zetelt Bekaert effectief in het Vlaams Parlement ter vervanging van Pablo Annys, die zich ging toeleggen op zijn mandaat als schepen in Brugge.
In november 2018 werd hij eveneens provinciaal voorzitter van de sp.a- en de Vooruit-afdeling van West-Vlaanderen. Dit mandaat werd in 2025 overgenomen door Valentijn Despeghel.

## Publicaties
- "Europees aanhoudingsbevel", voortzetting en actualisatie van de bijdrage van J. Van Gaever, Postal Memorialis. Lexicon strafrecht, strafvordering en bijzondere wetten, p. 17-127, Kluwer, augustus 2021
- "Kan een openbaar ministerie een Europees aanhoudingsbevel uitvaardigen? Het Hof van Justitie bakent de spelregels af", Tijdschrift voor Strafrecht, Kluwer, 2020, nr. 6
- "De Raad van State: Staatsgevaarlijk? Over heden, verleden en toekomst van het administratief contentieux" – openingsrede gerechtelijk jaar 2012-2013, Provinciaal Hof 21 september 2012
- "De gevolgen van de nieuwe inlichtingenwet voor het strafprocesrecht en de positie van de advocaat", Rechtskundig Weekblad, 11 september 2010, jaargang 74, nr. 2
- "De nieuwe verkeerswet: niet strenger, wel logischer", Rechtskundig Weekblad, 2 september 2006, jaargang 70, nr. 1
- "Nieuwe verkeerswet is niet strenger, wel logischer", Juristenkrant, 26 april 2006, jaargang 8, nr. 128
- "Het Statuut van de reisbureaus", in Reis door het recht. Het reisrecht anders bekeken, Jura Falconis, Larcier, 2005, p. 209-228
- "Jeugdorganisaties en de vergunningsplicht voor reisbureaus", Rechtskundig Weekblad, 2003-2004, p. 1387-1388